# Пикалов, Александр Михайлович
Александр Михайлович Пикалов (10 июля 1923, Нижнее Ольшаное, Орловская губерния — 30 сентября 1976, Перевальск, Ворошиловградская область) — участник Великой Отечественной войны, Герой Советского Союза. После войны — горный мастер на шахте.

## Биография
Александр Михайлович Пикалов родился 10 июля 1923 года в крестьянской семье в селе Нижнее Ольшаное Вышне-Ольшанской волости Ливенского уезда Орловской губернии РСФСР СССР, ныне в Вышнее Ольшанском сельском поселении Должанского района Орловской области. Русский.
С детских лет жил в городском поселке им.Парижской Коммуны райцентра Ворошиловск ( с 1964 года районный центр г. Перевальск) Ворошиловградской (ныне Луганской) области Украинской ССР. Окончил 7 классов. Работал лесогоном на шахтах города.
В  Красную Армию был призван Ворошиловским военным комиссариатом в 1939 году.
На фронте Великой Отечественной войны с октября 1941 года. Член ВЛКСМ красноармеец А.М. Пикалов был снайпером 3-й роты 1033-го стрелкового полка 280-й стрелковой дивизии 48-й армии Брянского фронта.
В апреле 1943 года окончил Сталинградское военное танковое училище.
С 1944 года член ВКП(б), в 1952 году.
Командир танка Т-34 2-го танкового батальона 13-й гвардейской танковой бригады (4-й гвардейский танковый корпус, 5-я гвардейская армия, 1-й Украинский фронт), гвардии лейтенант.

### Подвиг
16 января 1945 года, находясь в разведке в районе Ивановиц (севернее Кракова, Польша), у моста через реку Вислока вступил в бой и уничтожил 2 орудия, 3 пулемёта и большое количество немцев. После подбития танка экипаж из окопа продолжил ведение боя. Когда все члены экипажа были убиты, Пикалов раненный в обе ноги, сумел добраться до штаба и доложил о выполнении задания.
10 апреля 1945 года ему было присвоено Звание Героя Советского Союза.

### После войны
После окончания войны Пикалов ушёл в запас в звании старшего лейтенанта. Вернулся в город Ворошиловск и работал горным мастером на шахте им.Сталина  («Украина» - «Романовская» в городе Перевальске ) Ворошиловградской области.
Александр Михайлович Пикалов умер в 53 года 30 сентября 1976 года.

## Награды
- Герой Советского Союза, 10 апреля 1945 года[4]
  - Орден Ленина  (№ 52130)
  - Медаль «Золотая Звезда» (№ 7638)
- Орден Красной Звезды, 2 сентября 1944 года[5]
- медали, в т.ч.
  - Медаль «За боевые заслуги», 10 декабря 1942 года[6][7]
- Почётный гражданин Шепетовки[8].